# 輝くか、狂うか
- 韓国のテレビドラマ > 文化放送 (韓国)のテレビドラマ > 月火ドラマ > 輝くか、狂うか

『輝くか、狂うか』（かがやくか、
くるうか、原題：輝いたり狂ったり、ハングル：빛나거나 미치거나）は、2015年1月19日から4月7日まで放送された韓国・MBCで放送されたテレビドラマ。高麗第4代王光宗の生涯を基にフィクションに脚色された作品。最高視聴率は14.3%。全24話。日本では、KNTVや韓流プレミア、BSTBS、ホームドラマチャンネルで放送された。

## キャスト
- ワン・ソ：チャン・ヒョク（日本語吹替：置鮎龍太郎）
- シンユル：オ・ヨンソ（日本語吹替：佐藤利奈）
- ファンボ・ヨウォン：イ・ハニ（日本語吹替：吉田麻実）
- ワン・ウク（王旭）：イム・ジュファン（日本語吹替：石井真）
- ワン・シンリョム：イ・ドクファ
- ワン・ヨ（定宗）：リュ・スンス

## スタッフ
- 原作：ヒョン・ゴウン
- 脚本：クォン・インチャン、キム・ソンミ
- 演出：ソン・ヒョンソク